# Ichthyodes rubricollis
Ichthyodes rubricollis là một loài bọ cánh cứng trong họ Cerambycidae.